# Conrad Susa
Pour les articles homonymes, voir Susa.
Conrad Susa, de son nom complet Conrad Stephen Susa (né le 26 avril 1935 à Springdale en Pennsylvanie, mort le 21 novembre 2013) est un compositeur américain d'origine slovaque. Il est connu, notamment pour ses opéras et les musiques accompagnant des films documentaires. Il est lauréat du National Endowment for the Arts. Il a déclaré être homosexuel et est le premier compositeur au monde à avoir composé une œuvre, Chanticleer's Carol en 1982, sur commande du New York Gay Men's Chorus, un chœur composé d'homosexuels. Son œuvre de 1991, Dirge from Cymbeline pour chœur d'hommes, a été écrit à la mémoire de son compagnon Nikos, mort du sida.

## Biographie
Susa étudie au Carnegie Institute of Technology et à la Julliard School sous l'enseignement de William Bergsma, Vincent Persichetti. De 1959 à 1994, il est compositeur en résidence au Old Globe Theater de San Diego. Dans le même temps, il est directeur musical de la APA-Phoenix Repertory Company à New York de 1961 à 1968. En 1972, il quitte New York pour San Francisco En 1988, il rejoint le conservatoire de musique de San Francisco (en) où il détient la chaire de composition depuis 2000.

## Œuvres
Sa musique est publiée chez E.C. Schirmer Music Company

### Opéra
- Transformations (en), tiré des poèmes d'Anne Sexton, 1973
- Black River (1975, 1981)
- The Love of Don Perlimplin (1984)
- The Wise Woman, « opéra d'église » (1994)
- The Dangerous Liaisons (1994, 1996-1997)

### Autres œuvres
- Hymns for the Amusement of Children (1972)
- Carols and Lullabies: Christmas in the Southwest (1992)

## Discographie sélective
- Hymns for the Amusement of Children (The Cloisters - John Corigliano, Arthur Sheperd, Conrad Susa, Ben Weber, Henry Herford (baryton), Robin Bowman (piano), New World Records 80327-2)